# 寺田宜弘
寺田 宜弘（てらだ のぶひろ、1976年4月22日 - ）は、ウクライナ国立バレエ(旧キエフ・バレエ)芸術監督。日本の京都府出身。キエフ・バレエでバレエダンサーとして活躍後、キーウ国立バレエ学校の芸術監督に就任して約10年務めた後に、ウクライナ国立バレエ芸術副監督を経て現職。
父は京都にある寺田バレエ・アートスクールの校長だった寺田博保、母は現同校校長の高尾美智子。

## 略歴
1987年、11歳のとき、単身でキーウ国立バレエ学校に留学。卒業後キエフ・バレエに入団してソリストとして活躍。1995年セルジュ・リファール国際コンクール入賞。1999年ウクライナ・アカデミー大学芸術学部教育学科を卒業。2003年ウクライナ功労芸術家授与。
2007年京都バレエシアター芸術監督に就任。2012年にキエフ国立バレエ学校芸術監督に就任して約10年務める。2013年京都観光大使に任命。2015年青少年芸術プログラムの責任者として、キーウグランプリ国際フェスティバルコンクールを設立。2016年にウクライナ政府よりウクライナ人民芸術家の称号を与えられる。2020年ウクライナ国立文化芸術アカデミー教授に就任。2021年ウクライナ国立歌劇場のバレエ副芸術監督(ウクライナ国立バレエ=旧キエフ・バレエ)に就任。
クリエイブ・ディレクターを経て、2022年12月にウクライナ国立バレエ（旧キエフ・バレエ）の芸術監督に任命されて就任。

## メディア出演
テレビ
2023年、第74回NHK紅白歌合戦（NHK総合・ラジオ第1）ゲスト審査員
2024年　MBS「情熱大陸」
雑誌
2023年、ニューズウィーク日本版「世界が尊敬する日本人100」に選出。